# 小林喜日
小林喜日（日语：／ Kobayashi Kika，2004年3月17日—）是日本演員，出身於日本愛知縣的知多市。2015年以兒童演員身份出道，隸屬於勇氣株式會社。

## 出演作品

### 電影
| 電影名               | 公映日期       | 發行公司        | 飾演角色           |
| -------------------- | -------------- | --------------- | ------------------ |
| 你永遠比那些傢伙年輕 | 2021年9月17日  |                 | 穂峰俊             |
| 滑行道               | 2020年11月20日 | KADOKAWA        | 上田大輝           |
| 草莓之歌             | 2019年7月5日   | 幽靈影業        | 伸二               |
| 空中急診英雄電影版   | 2018年7月27日  | 東寶            | 岡崎達也           |
| 追憶                 | 2017年5月6日   | 東寶            | 四方篤（少年時代） |
| 戀妻家宮本           | 2017年1月28日  | 東寶            | 宮本正（少年時代） |
| 青空吶喊             | 2016年8月20日  | 東寶            | 小野翼             |
| 蚱蜢                 | 2015年11月7日  | KADOKAWA / 松竹 | 健太郎             |

### 網絡劇
- 《代價》（2016年11月18日，Hulu）——飾：奧山正輔（少年時代）

### 短片
- 我和你（2020年1月18日，奧古斯塔事務所（日语：オフィスオーガスタ））——飾：森谷純平

- Cinema Fighters－情感診療室－（日语：CINEMA FIGHTERS）（2018年1月26日，LDH影業）——飾：春

### 廣告
- 多美“戰鬥卡競技場”
- 麥當勞“豐盛早餐（媽媽的本意 篇）”
- 愛知縣卡車協會
- 任天堂“寶可夢之超不可思議的地牢篇”

### 綜藝節目
- 和洋折衷 魔術烹飪秀（大阪電視台）

- Piramekino（日语：ピラメキーノ）（東京電視台）

- 早安Star 645（日语：おはスタ）（東京電視台）

## 外部連接
- 小林喜日官方資料頁 （页面存档备份，存于）（日語）
- 小林喜日資料頁 （页面存档备份，存于）（日語）
- 小林喜日的X（前Twitter）
- 小林喜日的Instagram帳戶
- 小林喜日在互联网电影资料库（IMDb）上的資料（英文）
- 小林喜日在豆瓣上的资料（简体中文）